# Усть-Киренский Троицкий монастырь
Усть-Киренский Свято-Троицкий монастырь — православный мужской монастырь, существовавший в городе Киренске Иркутской губернии в XVII—XX веках.
Пустынь была основана в 1663 году иеромонахом Ермогеном (Гермогеном) Албазинским (Киренским) в Киренском остроге по разрешению илимского воеводы Обухова. В 1665 году было получено разрешение Тобольского архиепископа на строительство Троицкой и Казанской церквей, келий и хозяйственных строений. В том же году убившие Обухова казаки Никифора Черниговского угнали Ермогена на Амур, где тот основал Албазинский монастырь. Ермогену удалось вернуться в Киренск только в 1689 году, через год он умер и был похоронен за правым клиросом Троицкой церкви. 
До 1669 года обитель именовалась Усть-Киренской пустынью, а затем Свято-Троицким Киренским монастырем. 
В 1788 году над могилой иеромонаха была построена каменная гробница, а в 1891 году над ней возвели деревянную Алексеевскую церковь. Обстоятельства жизни Ермогена и основания им монастырей описаны в рукописи с названием: «Житие преподобнаго отца нашего Гермогена, основателя Свято-Троицкого Киренскаго, Албазинского, Камарскаго Спасских монастырей, в двух Словах, на день его преставления изображенное», единственном известном источнике, содержащим комплекс текстов, посвященных преподобному Гермогену Киренскому и Албазинскому. Рукопись создана в Киренске в сентябре 1858 г. и хранится в Российской национальной библиотеке. 
После смерти первопроходца Хабарова царь Алексей Михайлович передал монастырю его земли. Имея значительные активы и малое количество монахов на иждивении, монастырь процветал. В 1693 году по разрешению митрополита Игнатия в монастыре была построена церковь Иоанна Предтечи. Поскольку Лена своими разливами затопляла монастырскую территорию, в 1783 году Троицкий собор был перенесён на возвышенность. Он стал каменным и двухэтажным, на втором этаже расположилась холодная церковь Иоанна Предтечи. При монастыре возвели каменную колокольню, где в 1838 году был установлен 2,3-тонный колокол. Примечательной церковью собора был деревянный многоэтажный храм Николая Чудотворца. Построенный ещё при Ермогене, храм многократно ремонтировался и модернизировался, это происходило в 1695, 1758 и 1853 годах. Однако его капитальная ветхость привела к тому, что уже через несколько лет после последнего обновления служения в нём были прекращены.
В 1731 году монастырь был передан из Тобольской епархии в Иркутскую, в 1883 году выделившую Киренское викариатство, которому теперь подчинялся монастырь. 
В советское время монастырь был закрыт. Николаевская церковь в 1925 году была объявлена памятником древнерусского деревянного зодчества и находилась под государственной охраной. В сентябре 1931 года от неизвестной причины загорелась крыша церкви, и в течение нескольких часов уникальный памятник сгорел со всем внутренним убранством. 
К XXI веку сохранились лишь руины первого этажа Троицкого собора.

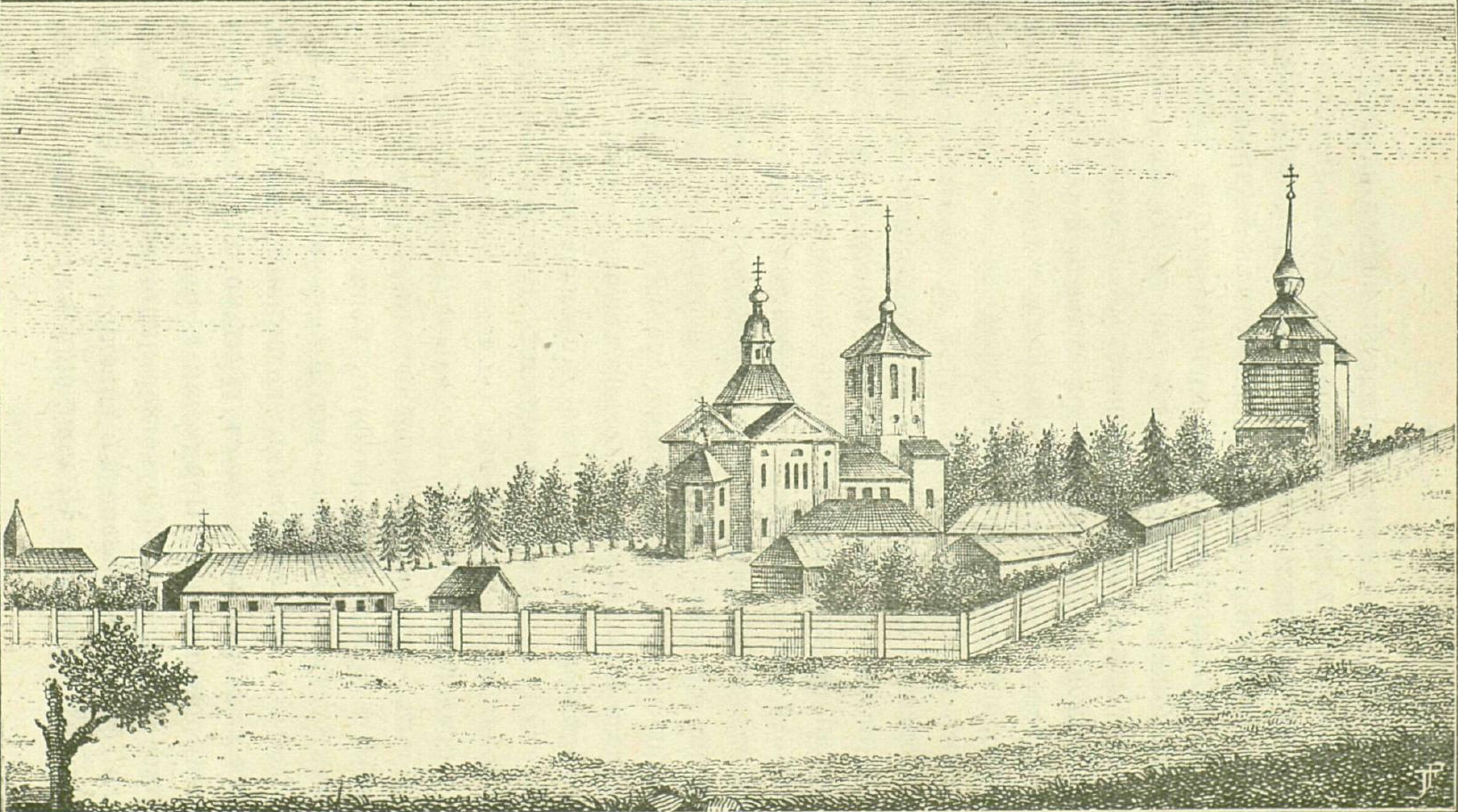
Монастырь на литографии XIX века
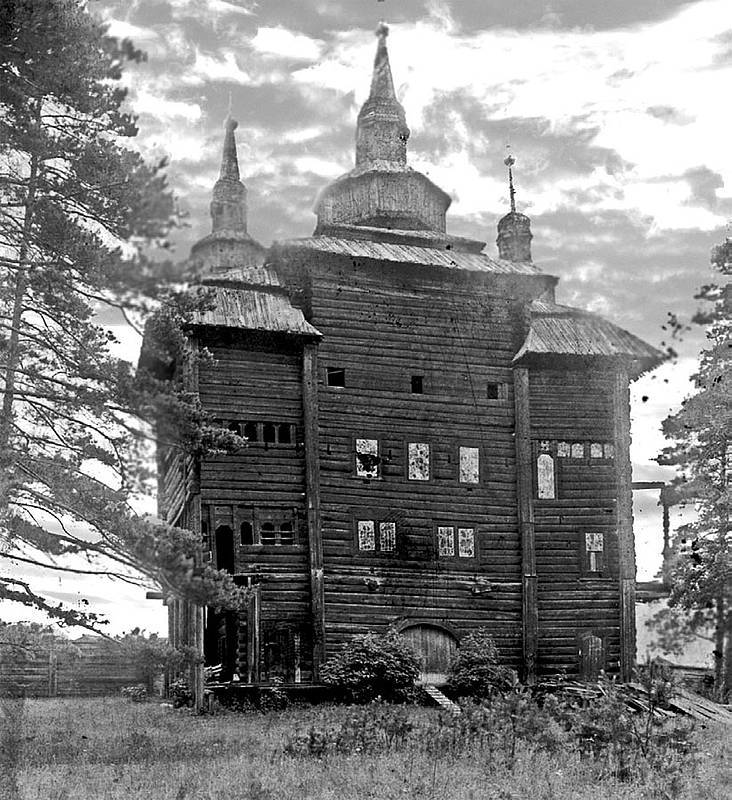
Надвратный храм Николая Чудотворца
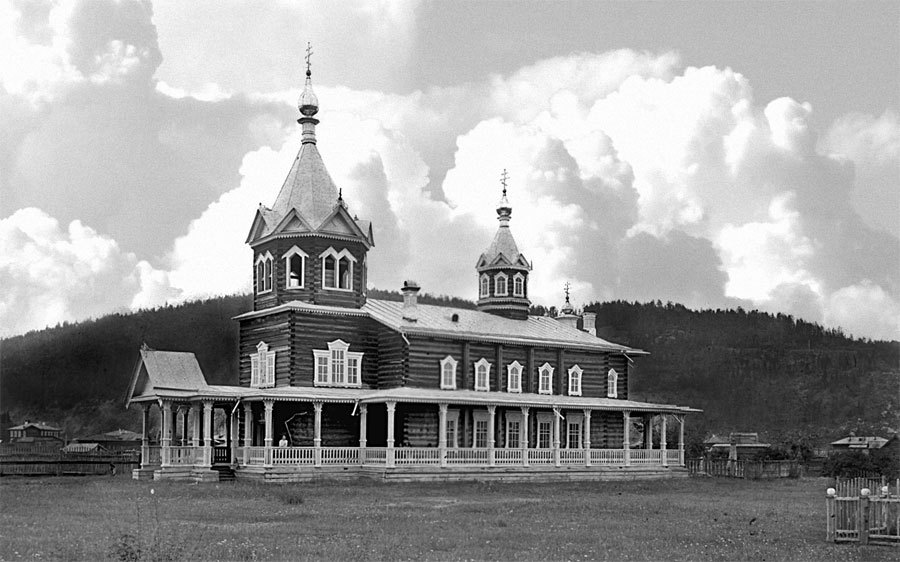
Алексеевская церковь
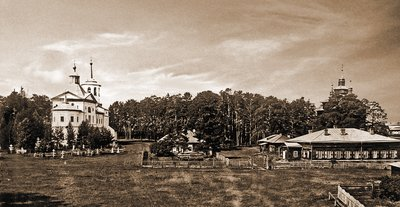
Монастырь в начале XX века